# Google Glass
Google Glass là thiết bị công nghệ đeo được với màn hình quang học gắn trên đầu (OHMD). Google Glass được phát triển bởi Google với nhiệm vụ phổ biến một thị trường máy tính đại trà. Google Glass hiển thị thông tin như trên smartphone ở chế độ rảnh tay. Người đeo giao tiếp với Internet thông qua điều khiển giọng nói bằng ngôn ngữ tự nhiên. Google bắt đầu bán Google Glass để thẩm định "Glass Explorers" ở Mỹ vào 15 tháng 4 năm 2013 trong thời gian giới hạn với mức giá $1,500, trước khi ra mắt phổ biến vào 15 tháng 5 năm 2014  với cùng mức giá.
Google cung cấp bốn kiểu gọng kính với giá $225.00 U.S và miễn phí khi mua bất kỳ kính khác. Việc thay thế giữa các gọng được thực hiện với thủ thuật tháo lắp một ốc vít nhỏ. Google thiết lập quan hệ đối tác với công ty mắt kính Ý Luxottica, chủ sở hữu của các thương hiệu Ray-Ban, Oakley, và một số thương hiệu khác, để đa dạng thêm thiết kế gọng kính.

## Phát triển
Google Glass được phát triển bởi Google X, một bộ phận của Google chuyên dành cho phát triển các sản phẩm công nghệ cao như xe không người lái.
Ưu điểm của Google Glass mảnh và nhẹ hơn các sản phẩm màn hình hiển thị đeo trước đây.
Sản phẩm mẫu của Google Glass giống với một kính mắt thông thường với tròng kính được thay bằng màn hình hiển thị. Vào giữa năm 2011, Google cho ra đời mẫu thử nặng khoảng 3600 g. Ở thời điểm hiện tại, sản phẩm chỉ còn nặng như một cặp kính mát thông thường.
Tháng tư năm 2013, phiên bản Explorer được cho ra mắt cho người phát triển Google I/o ở Mỹ với giá 1.500 USD.
Một sản phẩm Glass mẫu đã được chứng kiến ở Google I/O vào tháng 6 năm 2012. Sản phẩm được thử nghiệm vào tháng tư 2012. Sergey Brin đã đeo sản phẩm Glass thử đến một sự kiện của tổ chức Fighting Blindness tại San Francisco vào ngày 5 tháng 4, 2012. Tháng 5, 2012, Google lần đầuu tiên cho thấy cách sử dụng Google Glass trong một video.
Tháng 6 năm 2014, chính phủ Nepal áo dụng Google Glass vào việc đối phó với những kẻ săn trộm động vật và thảo dược ở công viên quốc gia Chitwan cũng như các công viên trong danh sách di sản thế giới. Quân đội Gurkha đang sử dung Google Glass để theo dấu động vật và chim chóc trong rừng. Hành động này dẫn đến việc đưa Google Glass vào mục đích quân sự và lần đầu tiên được sử dụng ở Nepal.

### Ngày ra mắt
Đầu năm 2013, những người quan tâm đến Glass được mời sử dụng một tin nhắn Twitter với dấu thăng #IfIHadGlass, được xem những người khởi đầu cho việc sử dụng sản phẩm. Người kiểm nghiệm được gọi là "Glass Explorers" và đánh số đến 8000 đã được thông báo vào tháng 3 năm 2013. Họ được mời trả 1.500 USD để tham quan cơ sở của Google ở Los Angeles, New York và San Francisco và nhận hướng dẫn về cách sử dụng Google Glass. Tháng 5 năm 2014, Google thông báo bước tiến đến sản phẩm beta trên trang Google Plus.
Tính đến tháng 12 năm 2014, kế hoạch tiếp cận người tiêu dùng của Glass vẫn chưa được biết đến.

## Liên kết
| Tìm hiểu thêm về Google Glass tại các dự án liên quan |                                |
| Tìm kiếm Commons                                      | Tập tin phương tiện từ Commons |

- Google Glass – trang chính thức
- Google Glass trên Google+
- Google Glass Apps – comprehensive apps list